# Голованов, Павел Николаевич
Павел Николаевич Голованов (3 апреля 1929 — 26 августа 2010) — советский  деятель госбезопасности, полковник КГБ СССР, учёный в области криптографии, доктор технических наук, профессор, академик РАЕН.

## Биография
Родился в Москве.  В 1952 году  окончил Московский государственный университет. С 1952 года работал в ГУСС при ЦК ВКП (б), затем в КГБ при СМ СССР, КГБ СССР. В 1956 году окончил аспирантуру, кандидат физико-математических наук. С 1956 по 1967 годы старший сотрудник 1-й категории, старший научный сотрудник отдела 8-го Главного управления КГБ при СМ СССР.
С 1967 по 1973 годы заместитель начальника отдела Восьмое главное управление КГБ СССР. С 1973 по 1988 годы заместитель начальника, начальник отдела 16-го управления  КГБ СССР. В 1988 году защитил докторскую диссертацию. С 1988 по 1991 года научный консультант 16-го управления КГБ СССР.
С 1991 года в отставке. С 1993 по 2010 г. работал в Институте криптографии, связи и информатики.

## Награды
- Лауреат Ленинской премии (1988);
- Лауреат Государственной премии СССР (1974);
- Орден Трудового Красного Знамени

Ведомственные знаки отличия:
- Почётный сотрудник госбезопасности